# Рејк (Ајова)
Рејк (енгл. Rake) град је у америчкој савезној држави Ајова. По попису становништва из 2010. у њему је живело 225 становника.

## Демографија
Према попису становништва из 2010. у граду је живело 225 становника, што је -2 (-0.9%) становника више него 2000. године.
| Група             | 2000.       | 2010.       |
| Белци             | 205 (90,3%) | 180 (80,0%) |
| Афроамериканци    | 0 (0,0%)    | 0 (0,0%)    |
| Азијати           | 0 (0,0%)    | 0 (0,0%)    |
| Хиспаноамериканци | 18 (7,9%)   | 44 (19,6%)  |
| Укупно            | 227         | 225         |